# رايلي لي
رايلي لي (بالإنجليزية: Riley Lee)‏ هو معلم موسيقى أسترالي، ولد في 1951.

## وصلات خارجية
- رايلي لي على موقع ميوزك برينز (الإنجليزية)
- رايلي لي على موقع ديسكوغز (الإنجليزية)